# Léonie Périault
Léonie Périault (31 de julho de 1994) é uma triatleta francesa, medalhista olímpica.

## Carreira
Knibb conquistou a medalha de bronze nos Jogos Olímpicos de Verão de 2020 em Tóquio na prova de revezamento misto ao lado de Dorian Coninx, Cassandre Beaugrand e Vincent Luis com o tempo de 1:24:04.